# Luis Caicedo
Luis Alberto „Cunti” Caicedo Medina (ur. 11 maja 1992 w Guayaquil) – ekwadorski piłkarz występujący na pozycji środkowego obrońcy, obecnie zawodnik Barcelony SC.

## Kariera klubowa
Caicedo pochodzi z miasta Guayaquil i treningi piłkarskie rozpoczynał w osiedlowej drużynie o nazwie Nueve de Octubre. W późniejszym czasie przeniósł się do placówki juniorskiej Academia Alfaro Moreno, a następnie do trzecioligowego CSCD Fedeguayas. Pierwszy profesjonalny kontrakt podpisał w lutym 2010 z absolutnym beniaminkiem najwyższej klasy rozgrywkowej – słynącym z pracy z młodzieżą klubem Independiente del Valle z siedzibą w Sangolquí. W ekwadorskiej Serie A zadebiutował w wieku osiemnastu lat za kadencji szkoleniowca Julio Asada, 23 listopada 2010 w przegranym 0:1 spotkaniu z Emelekiem, lecz podstawowym graczem został dopiero kilka miesięcy później, bezpośrednio po przyjściu do klubu trenera Carlosa Sevilli. Premierowego gola w pierwszej lidze strzelił 13 czerwca 2012 w wygranej 2:0 konfrontacji z Macarą.
W sezonie 2013, Caicedo wywalczył z Independiente tytuł wicemistrza Ekwadoru, mając niepodważalne miejsce w linii defensywy. Bezpośrednio po tym sukcesie na około rok został relegowany do roli rezerwowego, lecz później powrócił do wyjściowej jedenastki i został filarem uznawanej za najlepszą w historii klubu ekipy prowadzonej przez Pablo Repetto. W sezonie 2016 został wybrany w oficjalnym plebiscycie do najlepszej jedenastki rozgrywek, a w tym samym roku miał ogromny udział w jednym z największych sukcesów w historii ekwadorskiej piłki – sensacyjnie dotarł z Independiente do finału Copa Libertadores. Stworzył wówczas w taktyce Repetto pewny duet stoperów razem z Arturo Miną. Ogółem barwy Independiente reprezentował przez siedem lat, notując 198 występów we wszystkich rozgrywkach.
W styczniu 2017 Caicedo za sumę dwóch milionów dolarów przeszedł do brazylijskiego giganta – ekipy Cruzeiro EC z miasta Belo Horizonte, podpisując z nim pięcioletnią umowę. W tym samym roku jako podstawowy gracz zajął drugie miejsce w lidze stanowej – Campeonato Mineiro, zaś w Campeonato Brasileiro Série A zadebiutował 28 maja 2017 w wygranym 1:0 meczu z Santosem FC. Nie spełnił jednak do końca pokładanych w nim oczekiwań – już po upływie pół roku powrócił do ojczyzny, gdzie na zasadzie wypożyczenia zasilił ekipę Barcelona SC z siedzibą w Guayaquil.

## Kariera reprezentacyjna
W seniorskiej reprezentacji Ekwadoru Caicedo zadebiutował za kadencji selekcjonera Gustavo Quinterosa, 6 października 2016 w wygranym 3:0 meczu z Chile w ramach eliminacji do Mistrzostw Świata w Rosji.